# Trysimia javanica
Trysimia javanica là một loài bọ cánh cứng trong họ Cerambycidae.